# Одногорбый верблюд
Одногорбый верблюд (лат. Camelus dromedarius), или дромеда́р (дромаде́р), или арабиан — вид млекопитающих, один из представителей семейства верблюдовых (Camelidae), относящийся наряду с двугорбым верблюдом (бактрианом) и диким верблюдом (хавтагаем) к роду собственно верблюдов (лат. Camelus).
В прошлом бесчисленные стада диких дромадеров кочевали по пустыням Северной Африки и Ближнего Востока, однако в наши дни можно встретить только одомашненных животных. В современном мире дромадер распространён во многих регионах Азии и Африки как домашнее животное для перевозки грузов или верховой езды.
В отличие от бактриана, его дикие популяции в наше время не сохранились. Только в Австралии встречаются вторично одичавшие стада верблюдов — далёкие потомки завезённых на континент в XIX—ХХ веках дромадеров.

## Название

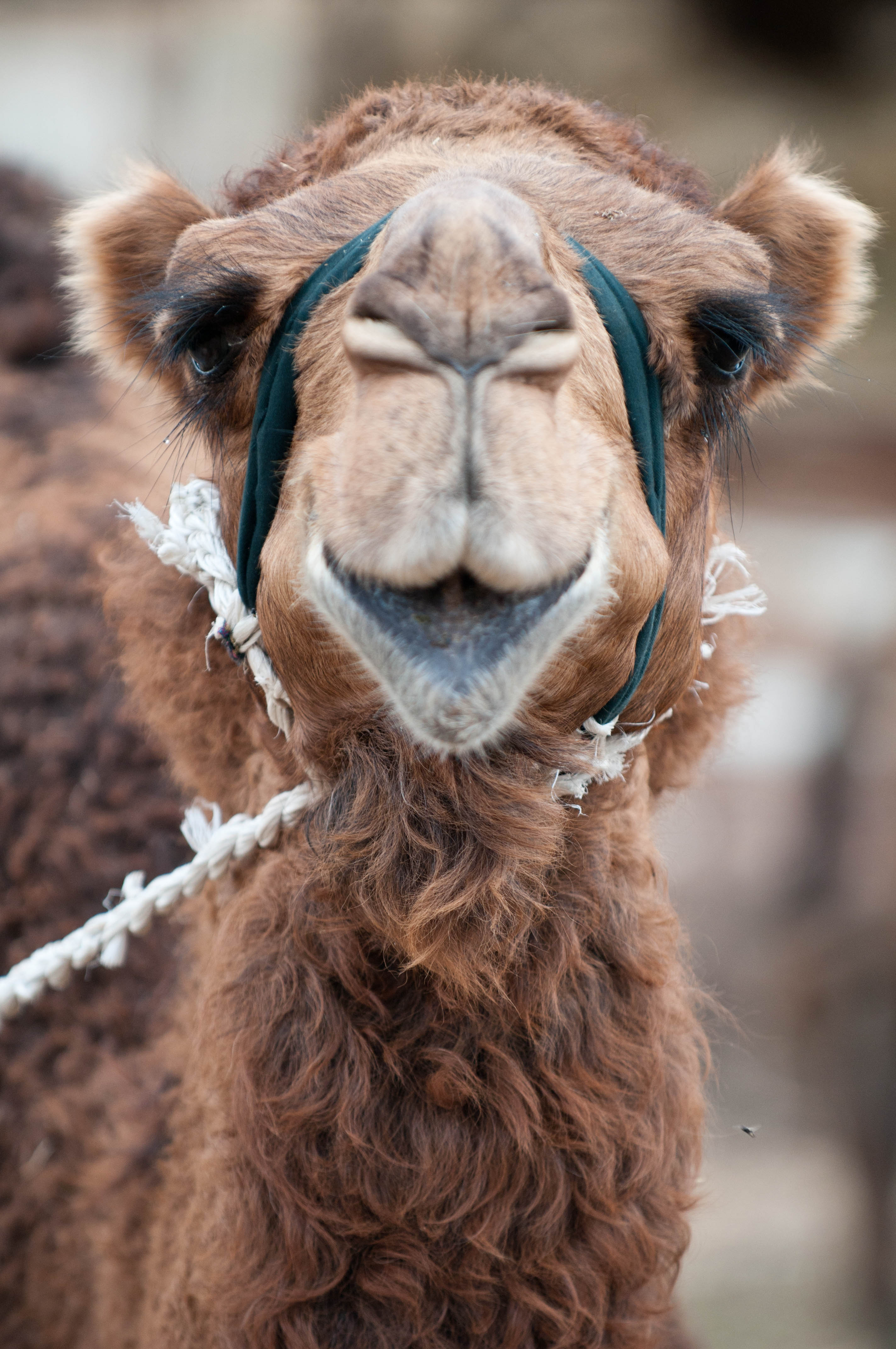
Верблюд

Название «дромадер» происходит от греческого слова δρομάς, что означает «бегущий». Название «арабиан» происходит от слова Аравия, где данный вид верблюдов был одомашнен.

## Внешние признаки

### Общее описание
В отличие от бактрианов, дромадеры имеют лишь один горб. Они гораздо мельче своих двугорбых родственников: их длина составляет от 2,3 до 3,4 м, а высота в холке — от 1,8 до 2,3 м. Вес дромадеров составляет от 300 до 700 кг. Хвост относительно короткий, не длиннее 50 см.
Дромадер отличается довольно стройным телосложением и длинными ногами, а в его окраске преобладают пепельно-жёлтые тона.
Шерсть у одногорбого верблюда, как правило, песчаного цвета, однако встречаются и другие окраски: от белого до тёмно-коричневого. Верхняя часть головы, шея и спина покрыты более длинными волосами.

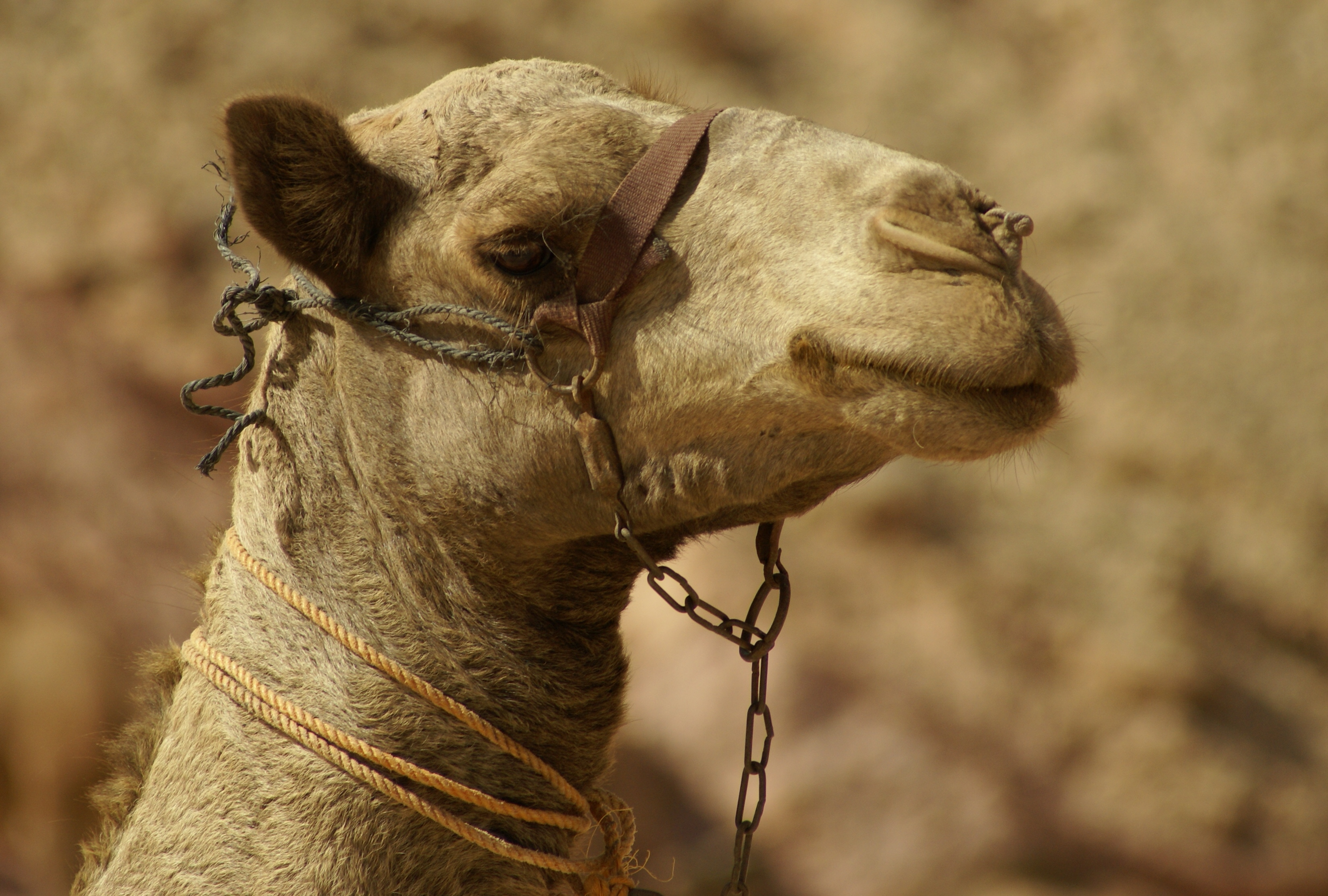
Голова одногорбого верблюда в упряжке.

У одногорбых верблюдов длинная шея, на которой расположена вытянутая голова. Верхняя губа раздвоена, а ноздри имеют щелеобразную форму, и верблюд может их при необходимости закрыть. На веках у него очень длинные ресницы. На коленях, ступнях и других частях тела у одногорбого верблюда многочисленные мозоли. На ногах, как у всех верблюдовых, имеются всего два пальца, заканчивающиеся не копытами, а мозолевыми подушками. Желудок состоит, как и у близких родичей, из нескольких камер, что облегчает пищеварение при растительном питании.

### Приспособленность к засушливому климату
Приспособленность к засушливому климату позволяет одногорбым верблюдам жить в пустынных регионах. Они в состоянии обходиться долгое время без воды, умея сохранять её в больших количествах в своём теле.
Особые механизмы в организме дромадеров сводят к минимуму потери жидкости. Плотный шерстяной покров не допускает чрезмерного испарения, потовых желёз очень мало, и животные начинают потеть только в 40-градусную жару. Температура тела у одногорбого верблюда по ночам сильно падает, а днём тело нагревается медленно, что позволяет животному не потеть.
Дромадеры могут подолгу обходиться без воды (неделю под вьюком и несколько месяцев — без нагрузки). Верблюды без вреда для себя могут пережить существенную потерю жидкости до 40 % в объёме, но зато пьют верблюды очень быстро и могут быстро компенсировать весь потерянный объём жидкости, при случае способны за 10 минут выпить около 1 гектолитра (100 литров) воды. Другие млекопитающие просто не в состоянии усвоить такую «верблюжью дозу» жидкости за столь короткое время. Основу рациона дромадера составляет сухая, нередко колючая пустынная растительность.
Горб на спине содержит запасы жира, которые организм верблюда постепенно использует для получения энергии. Жидкость верблюды хранят не в горбу, а в желудке. Почки у одногорбого верблюда очень тщательно извлекают жидкость, оставляя очень концентрированную мочу. Из кала перед выделением также извлекается почти вся жидкость.
Во время особо засушливого сезона одногорбый верблюд в состоянии утратить более чем 25 % своего веса, не умирая от жажды или голода.
Несмотря на умение хорошо приспосабливаться к жаркому климату, дромадер, в отличие от бактриана, плохо переносит морозы, поскольку шерсть у него более короткая и редкая.

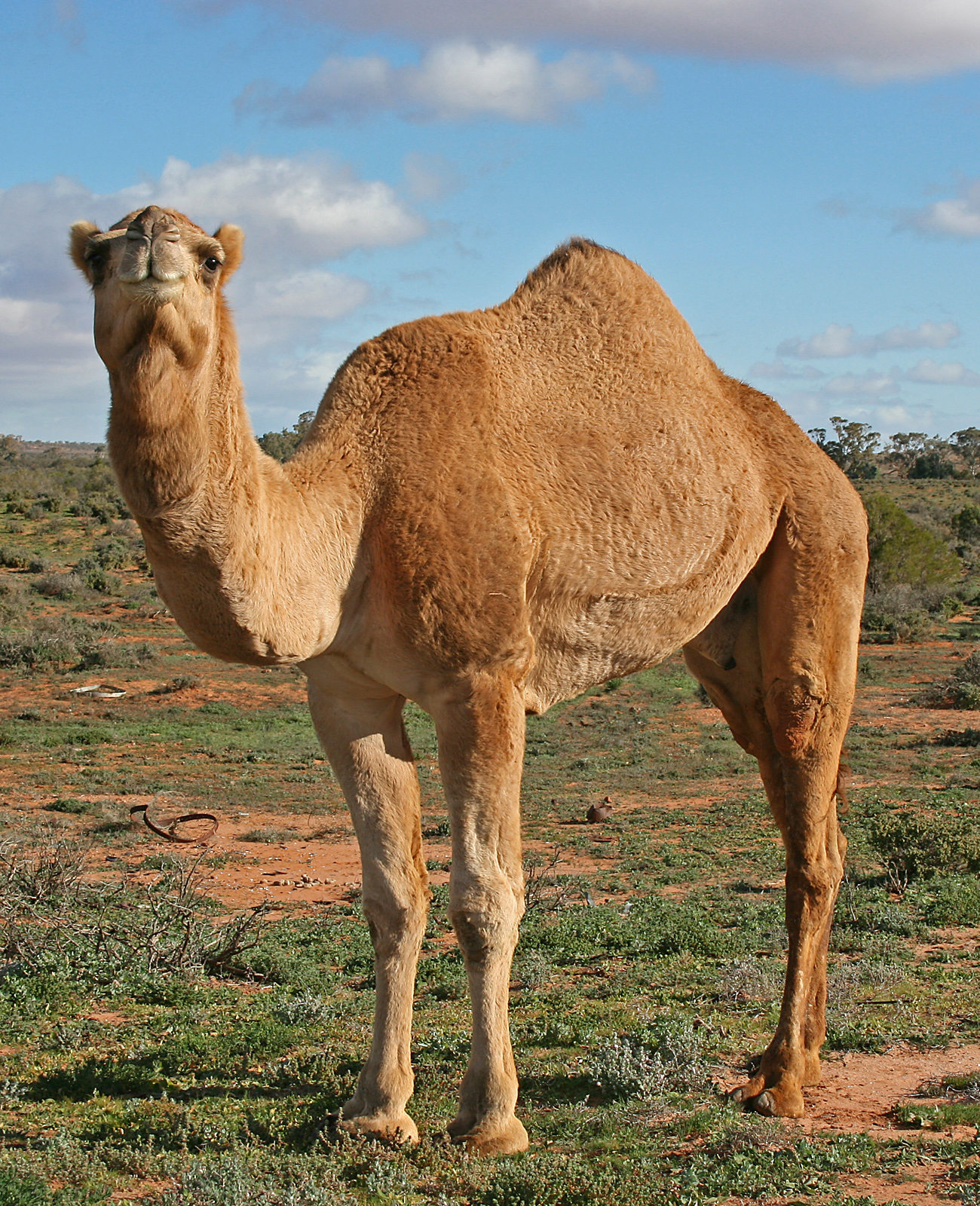
Одногорбый верблюд недалеко от города в Австралии.

## Распространение
Дромадеры распространены как домашние животные по всей Северной Африке и по всему Ближнему Востоку вплоть до Индии. Южной границей их ареала является приблизительно 13° северной широты, а наиболее северной точкой их обитания является Туркестан, где, как и в Малой Азии, они встречаются вместе с бактрианами. Дромадеры были интродуцированы на Балканах, в юго-западной Африке и на Канарских островах. С 1840 по 1907 их ввозили даже в Австралию, где до сегодняшнего дня в центральных регионах живут потомки выпущенных на волю или убежавших экземпляров. Эта популяция, численность которой насчитывает до миллиона особей, является на сегодняшний день единственной крупной популяцией одногорбого верблюда в мире, живущей в дикой природе. Появившаяся похожим путём популяция одногорбых верблюдов существовала и на юго-западе США (их завезли из Турции за пять лет до начала гражданской войны для нужд армии), однако вымерла на рубеже XIX—XX века.
Дромадер обитает в более южных регионах земного шара, чем бактриан, но тем не менее встречается и в Центральной Азии.

## Поведение

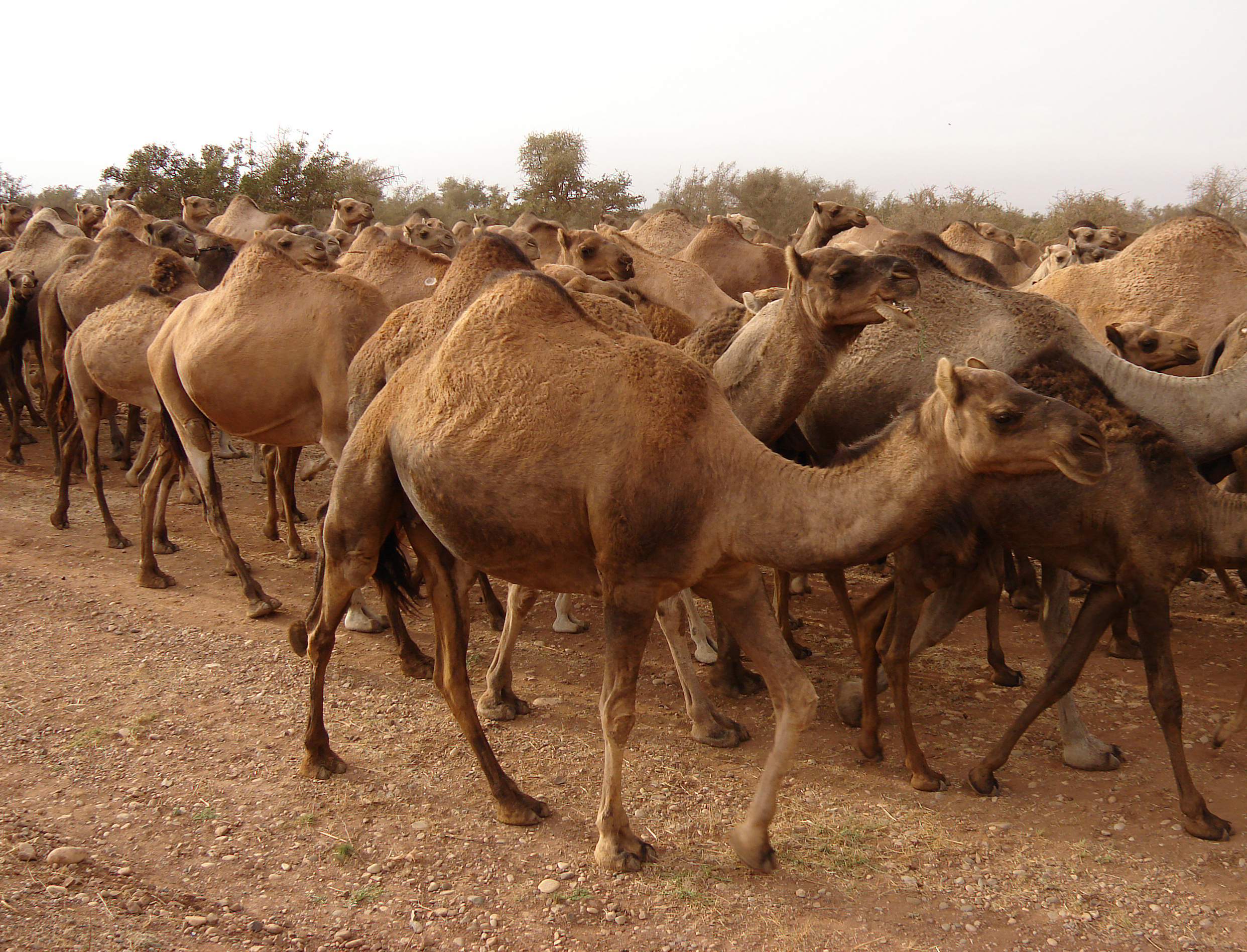
Стадо верблюдов, Марокко.

### Социальное поведение
Дромадеры активны в дневное время. Живущие в дикой природе верблюды образуют, как правило, гаремные группы, состоящие из одного самца, нескольких самок и их потомства. Подрастающие самцы часто объединяются в группы холостяков, которые однако держатся непродолжительное время. Иногда между самцами происходят поединки (укусы и удары ногами), в которых определяется роль лидера в группе.

### Питание
Как и все верблюдовые, одногорбые верблюды — травоядные животные, способные питаться всеми видами растений, в том числе колючими и солёными. Пища проглатывается почти не разжёванная и попадает в передний желудок, где переваривается окончательно. Этот процесс напоминает процесс пищеварения у жвачных (Ruminantia), к которым верблюды, однако, зоологически не относятся. Пищеварительная система верблюдов, по всей видимости, развилась независимо от этой группы животных, о чём свидетельствует и наличие многочисленных желез в переднем желудке у верблюдовых.

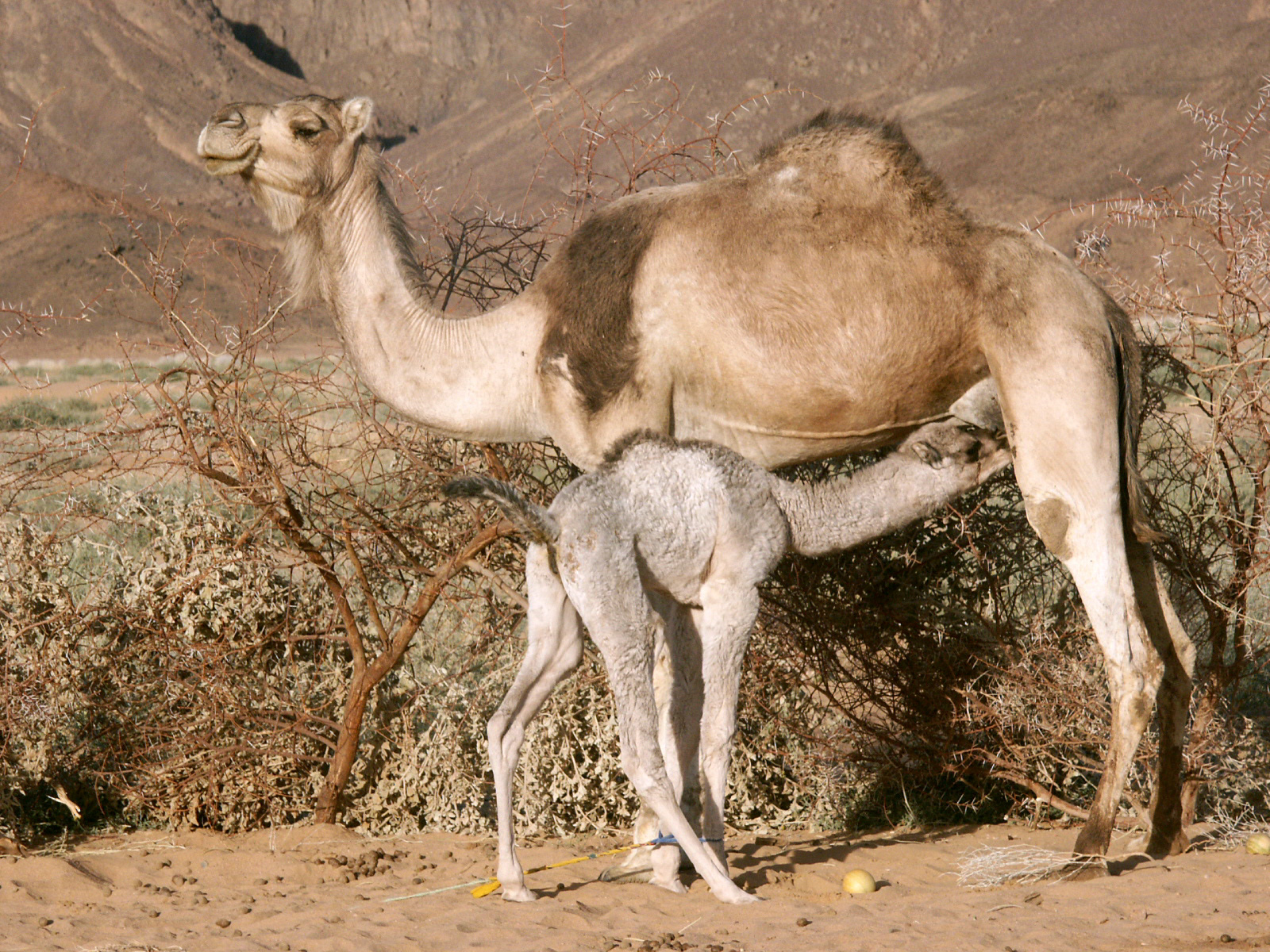
Верблюдица кормит телёнка, пустыня Сахара.

### Размножение
Спаривание происходит главным образом зимой и связано с периодом дождей. Продолжительность беременности составляет от 360 до 440 дней, после чего, как правило, на свет появляется один-единственный детёныш; близнецы рождаются редко. Новорождённые уже по истечении первого дня самостоятельно ходят. Мать заботится о потомстве от года до двух лет, а переход с молока на растительную пищу происходит уже спустя полгода. Через два года после родов самка вновь может забеременеть.
Половой зрелости самка достигает в возрасте трёх лет, у самцов она наступает в возрасте от четырёх до шести лет. Средняя продолжительность жизни одногорбого верблюда составляет от 40 до 50 лет.
С помощью искусственного оплодотворения возможно скрещивание между самцом одногорбого верблюда и самкой ламы — в результате получается гибрид «кама».

## Дромадеры и человек

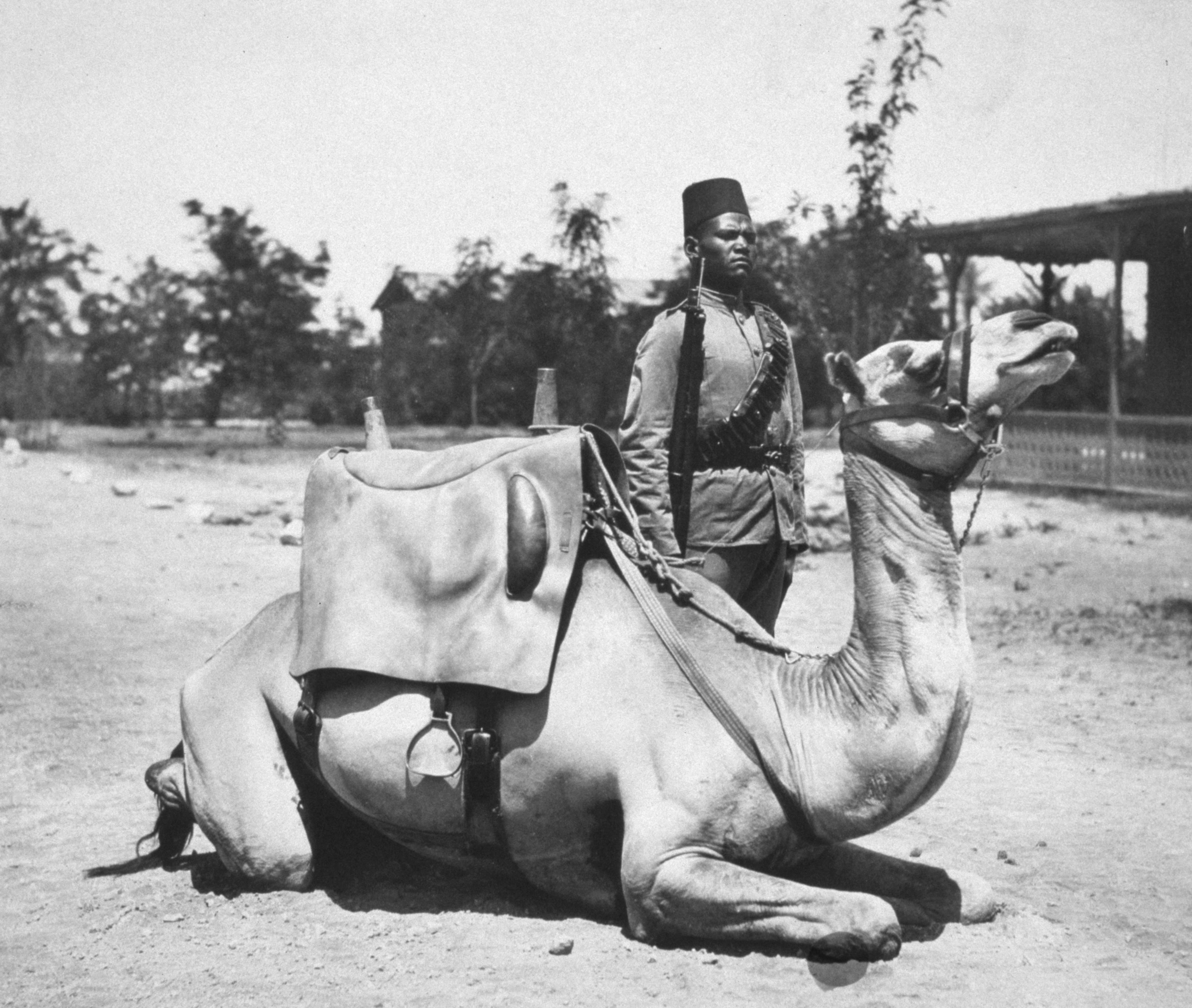
Англо-египетский солдат на верблюде в Судане, начало XX века.

### Дикие дромадеры
Где именно жили дикие дромадеры и когда они вымерли, до конца не выяснено. Из-за редкости ископаемых находок, а также из-за возможности скрещивания дромадеров и бактрианов, некоторые зоологи даже предполагают, что диких дромадеров вообще никогда не существовало. Однако есть некоторые свидетельства, говорящие о древних диких формах этих животных. К ним относятся наскальные рисунки трёхтысячелетней давности на Аравийском полуострове, изображающие охоту на очевидно диких верблюдов, а также найденная на юго-западе Саудовской Аравии нижняя челюсть дромадера, чей возраст оценивается в семь тысяч лет, то есть раньше, чем началось одомашнивание верблюдов. В плейстоцене они, вероятно, обитали и в Северной Африке вплоть до приблизительно 3000 года до н. э. Иногда этих относят и к другому вымершему виду Camelus thomasi. Полностью вымерли дикие дромадеры примерно в начале нашей эры.
Как уже было сказано выше, крупнейшая популяция диких верблюдов водится в Австралии. Эти животные являются вторично одичавшими. Верблюды были завезены в Австралию в XIX веке в качестве вьючного скота, приспособленного к засушливому климату. С тех пор многие из них одичали, а поголовье стада возросло из-за недостатка в регионе хищных животных. Это, как и в случае с завозом в Австралию кроликов и других инвазивных видов, негативно сказывается на экосистеме континента: из помощников верблюды превращаются во вредителей и даже, отчасти, во врагов человека и местных животных.

### Одомашненные дромадеры

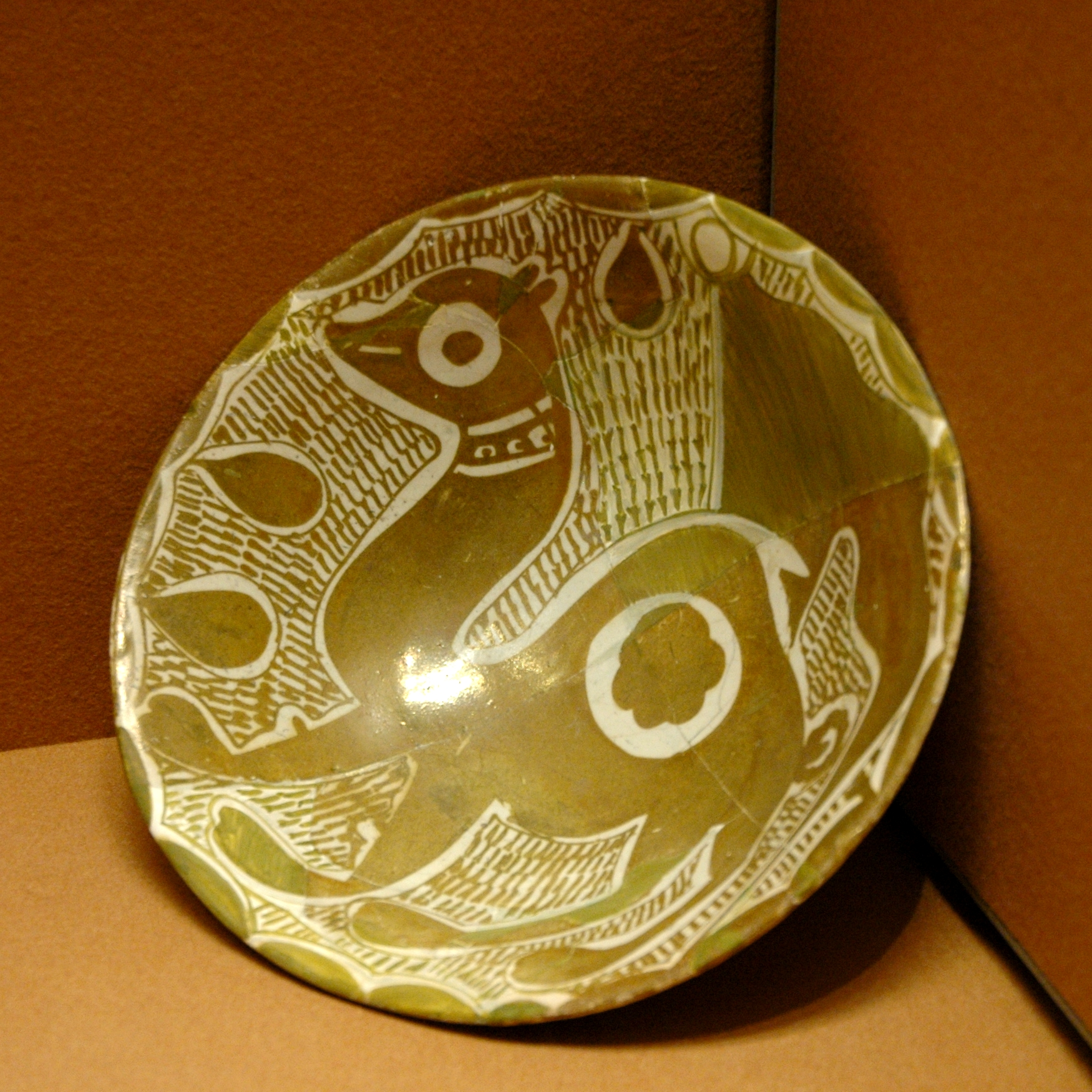
Миска с изображением одногорбого верблюда, Ирак, X век

Когда дромадеры были приручены, до сегодняшнего дня невозможно точно сказать. Известно лишь, что процесс одомашнивания произошёл на Аравийском полуострове и наиболее вероятно это было примерно в третьем тысячелетии до нашей эры.
Первое упоминание о наездниках на верблюдах находится на ассирийском обелиске, где в списке принимавших участие в битве при Каркаре в 853 до н. э. числится контингент из 1000 арабских наездников на верблюдах. Изображения подобных наездников встречаются и на рельефах в Нимруде эпохи Ашурбанипала (661—631 до н. э.) На них показаны по два всадника на верблюдах, вооружённые луками. Передний из них занят прежде всего управлением верблюда, в то время как второй оборачивается и стреляет в ассирийских пехотинцев. На верблюда надето подобией вожжей, но управляется он, как и сегодня, палкой. Ремнями вокруг груди и хвоста животного прикреплено подобие седловой подстилки.
Как домашнее животное дромадер распространился довольно поздно, вероятно, не ранее второй половины первого тысячелетия до нашей эры. С начала нашей эры его ареал постоянно рос, в том числе и из-за опустынивания многих регионов. Сегодня существуют разные породы одногорбых верблюдов, которые приспособлены к различного рода функциям. Отличаются верблюды для перевозки грузов, верховой езды, гонок, горные и равнинные верблюды, а также и переходные формы.

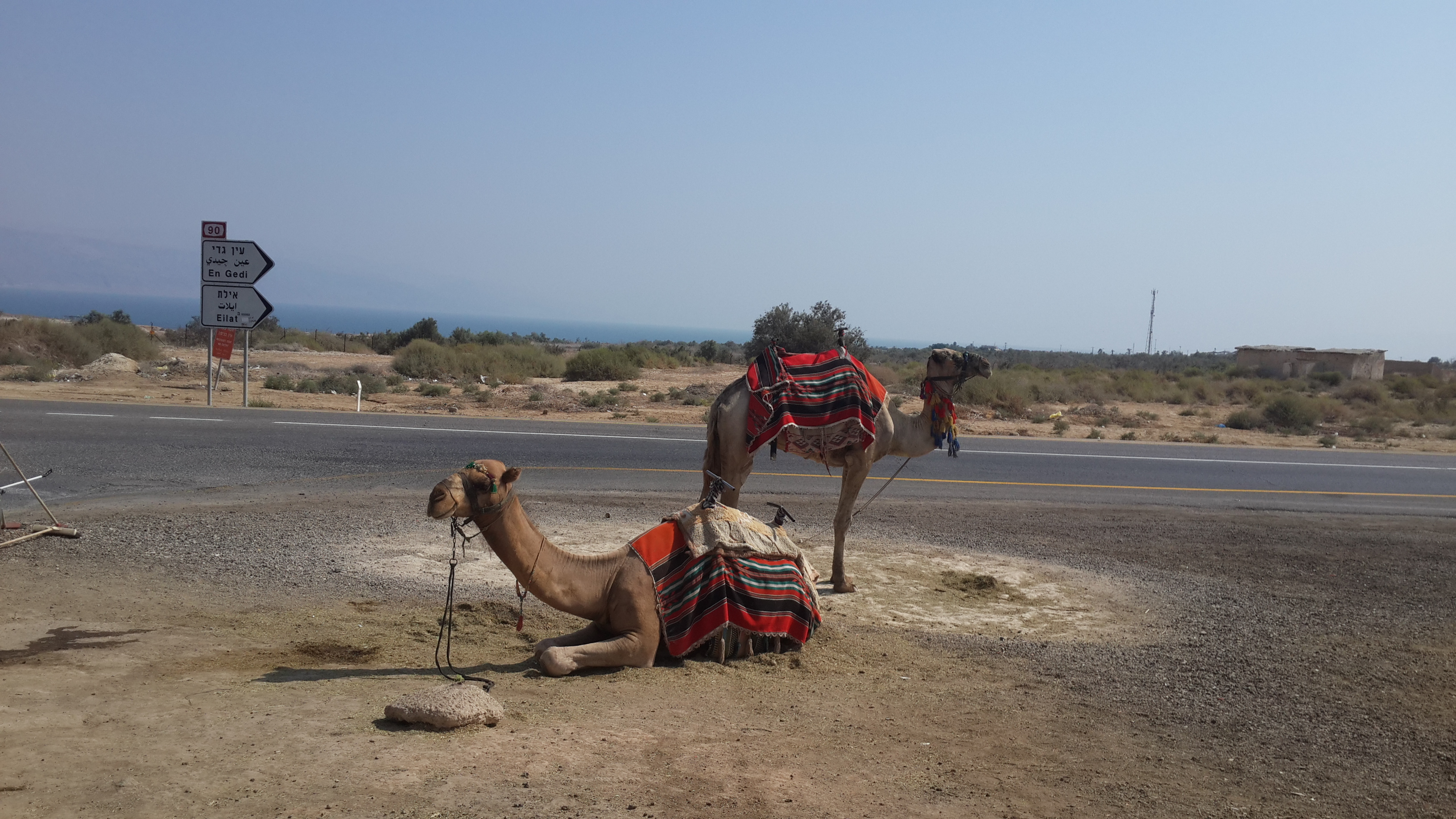
Верблюды на израильской АЗС возле Мёртвого моря

В наше время дромадеры повсеместно используются как вьючные (обычно перевозят до 150 кг груза) и верховые животные, а в бескрайних полупустынях, тянущихся от Северо-Западной Африки до Центральной Азии и Аравийского полуострова, снабжают местных жителей молоком, мясом и шерстью.
В ряде азиатских и африканских стран, а также в Австралии достаточной популярностью пользуются скачки на одногорбых верблюдах, в некоторых странах даже выводятся специальные скаковые породы.